# João Calábria
Giovanni Calabria (Verona, 8 de outubro de 1873 - Verona, 4 de dezembro de 1954) foi um presbítero italiano, fundador das Congregações dos Pobres Servos e das Pobres Servas da Divina Providência; foi proclamado santo pelo Papa João Paulo II em 1999.

## Biografia
Nasceu em Verona no dia 8 de outubro de 1873, sétimo e último filho de Luís Calábria, sapateiro, e de Ângela Foschio, empregada doméstica e mulher de grande fé, educada pelo Servo de Deus Pe. Nicolau Mazza, em seu Instituto para meninas pobres.
Desde o seu nascimento, a pobreza lhe foi mestra de vida. Vindo a falecer seu pai, teve que interromper a 4ª série primária e trabalhar como garçom. Pe. Pedro Scapini, Reitor de São Lourenço, percebendo as virtudes do jovem, preparou-o com aulas particulares para os exames de admissão ao 2° grau, no Seminário. Tendo sido aprovado nos exames, foi admitido e freqüentou o 2° grau como aluno externo. Mas teve que interrompê-lo no 3° ano para prestar o serviço militar.
Neste sentido, o jovem distinguiu-se sobretudo pela sua caridade. Colocou-se a serviço de todos, dedicando-se aos trabalhos mais humildes e arriscados. Conquistou a amizade dos seus colegas e superiores, levando muitos à conversão e à prática da fé.
Terminado o serviço militar, retornou aos estudos. Numa noite fria de novembro de 1897 - quando freqüentava o l ° ano de teologia - regressando do hospital, onde tinha visitado doentes, encontrou encolhido na porta de sua casa um menino fugido dos ciganos. Então, acolhendo-o, levou-o para sua casa e partilhou com ele o seu pequeno quarto. Foi o inicio de suas obras com os meninos órfãos e abandonados.
Depois de alguns meses, fundou a "Pia União para a assistência aos doentes pobres", reunindo um grande número de clérigos e leigos.
Este foi somente o início de uma vida caracterizada totalmente pela caridade. "Todos os instantes de sua vida foram uma personificação do maravilhoso cântico de São Paulo sobre a Caridade", escrevia na sua carta de postulação ao Papa Paulo VI uma médica hebréia que o Pe. João Calábria salvou da perseguição nazista e fascista, ocultando-a entre as religiosas do seu Instituto, vestindo-a com o hábito delas.
Em 1910 fundou também o ramo feminino, as " Irmãs ", sendo reconhecida no dia 25 de março de 1952 como Congregação de direito diocesano, com o nome de " Pobres Servas da Divina Providência" e aos 25 de dezembro de 1981 obteve a Aprovação Pontifícia.
Tendo sido ordenado sacerdote no dia 11 de agosto de 1901 foi nomeado Vigário Cooperador na paróquia Santo Estêvão e confessor no Seminário. Dedicou-se com zelo especial às confissões e ao exercício da Caridade, privilegiando sobretudo os mais pobres e marginalizados.
Em 1907, nomeado Vigário da Reitoria de São Benedito ao Monte, começou também a acolher e ajudar espiritualmente alguns soldados. No dia 26 de novembro do mesmo ano, na Rua Case Rotte, iniciou oficialmente o Instituto " Casa Buoni Fanciulli ", que no ano seguinte, foi transferido para um lugar definitivo na Rua San Zeno in Monte, atual Casa Mãe.
Com os meninos, o Senhor mandou-lhe também alguns leigos que desejavam partilhar com ele a própria doação ao Senhor. Com este pequeno grupo de homens entregues totalmente ao Senhor no serviço aos pobres com uma vida radicalmente evangélica, fez com que a Igreja de Verona revivesse o clima da Igreja Apostólica. E aquele primeiro núcleo de homens foi a base da Congregação dos Pobres Servos da Divina Providência, sendo aprovada pelo Bispo de Verona aos 11 de fevereiro de 1932 e obtendo a Aprovação Pontificia aos 25 de abril de 1949.
Logo após a aprovação diocesana, a Congregação difundiu-se em várias regiões da Itália, sempre ao serviço dos pobres, dos abandonados e dos marginalizados. Estendeu a sua ação também aos idosos e doentes, dando vida à " Cittadella della Carità ". O Coração apostólico do Pe. João Calábria pensou também nos Párias da índia, enviando, no ano de 1934, quatro Irmãos a Vijayavada.
O Pe. João Calábria confiou às duas Congregações a mesma missão que o Senhor lhe inspirou desde quando era um jovem sacerdote: "Mostrar ao mundo que a Divina Providência existe, que Deus não é um estrangeiro, mas que é Pai e cuida de seus filhos, contanto que nós O acolhamos e façamos a nossa parte que é buscar em primeiro lugar o Reino de Deus e a sua justiça" (cf. Mt 6, 25-34).
Para testemunhar tudo isto, acolheu gratuitamente em suas casas meninos necessitados material e moralmente, criou hospitais e casas para acolher e dar assistência corporal e espiritual aos doentes e idosos. Abriu casas de formação para os jovens e adultos pobres, a fim de ajudá-los a realizar a própria vocação sacerdotal ou religiosa, deixando-os livres para ingressar na diocese ou Congregação que o Senhor lhes tivesse inspirado. Estabeleceu que os seus religiosos exercitassem o apostolado nos lugares mais pobres, "onde não se pode esperar nenhuma recompensa humana".
"Resplandeceu como farol luminoso na Igreja de Deus". São exatamente estas as palavras que o Beato Cardeal Schuster mandou epigrafar sobre o túmulo do Pe. João Calábria.
Desde 1939 até o dia de sua morte, em contraste com seu inato desejo de ocultar-se, alargou os seus horizontes até alcançar as fronteiras da Igreja, " gritando " a todos que o mundo poderia salvar-se somente retornando a Cristo e ao seu Evangelho.
Foi assim que se tornou uma voz profética, um ponto de referência: bispos, sacerdotes, religiosos e leigos, viram nele o guia seguro para eles mesmos e para suas próprias iniciativas.
Os bispos da Conferência Episcopal do Trivêneto, na carta de postulação endereçada ao papa João Paulo II escreveram: "Pe. Calábria, exatamente para preparar a Igreja do ano 2000 - expressão a ele familiar - fez de sua vida um sofrido e enternecido apelo à conversão, à renovação, à hora de Jesus com acentos impressionantes de premente urgência ... Parece-nos que a vida do Pe. Calábria e a sua mesma pessoa constitua uma "profecia" do vosso apaixonado grito a todo o mundo: "Abram as portas a Cristo Redentor!".
Ele compreendeu que nesta radical e profunda renovação espiritual do mundo, deveriam ser envolvidos também os leigos. Por isto, em 1944, fundou a " Família dos Irmãos Externos ", constituída por leigos. Rezou, escreveu, agiu e sofreu também para a unidade dos cristãos. Portanto, manteve fraternas relações com protestantes, ortodoxos e hebreus: escreveu, falou, amou e nunca polemizou. Conquistou com o amor. O pastor luterano Sune Wiman de Eskilstuna (Suécia) que manteve com Pe. Calábria um abundante intercâmbio epistolar, endereçou no dia 6 de março de 1964 uma carta de postulação ao Papa Paulo VI para solicitar-lhe a glorificação do seu venerado amigo.
Este foi o período misteriosamente mais doloroso de sua vida. Parecia que Jesus Cristo o tivesse associado à agonia do Getsêmani e do Calvário, aceitando a sua oferta de ser "vítima" para a santificação da Igreja e para a salvação do mundo. O Beato Cardeal Schuster comparou-o ao Servo de Javé.
Morreu no dia 4 de dezembro de 1954. Na vigília porém, fez o seu último gesto de caridade: ofereceu a sua vida ao Senhor pelo Papa Pio XII, que estava agonizando. Deus aceitou sua oferta: Pe. João Calábria morreu e o Papa, misteriosa e repentinamente recuperou a saúde e viveu por mais quatro anos. O mesmo Pontífice, desconhecendo o último gesto de oferta do Pe. Calábria, mas profundo conhecedor de toda a sua vida, recebendo a notícia de sua morte, em um telegrama de pêsames à Congregação, definiu-o "campeão de evangélica caridade ".
O Pe. João Calábria foi beatificado pelo Papa João Paulo II no dia 17 de abril de 1988.